# Una donna per amico
Una donna per amico je dvanácté album italského zpěváka a skladatele Lucia Battistiho, které se v roce 1978 v Itálii stalo po dobu čtrnácti týdnů nejprodávanějším albem a 4. nejprodávanějším v celém roce 1979.
Battisti se vzdal plánu dobýt trh USA a opět se soustředil na své italské publikum. Přesto si ponechal americké spolupracovníky včetně celé kapely a producenta. Výsledkem bylo jeho nejúspěšnější album s více než milionem prodaných kopií. Všechny písně až na výjimky však působí velice podobně a ve srovnání s předešlou tvorbou nevýrazně, i když texty mohly tou dobou publikum zaujmout.
Píseň „Una donna per amico“ byla slyšet při nástupu italské výpravy při zahajovacím ceremoniálu XX. zimních olympijských her v Turíně.

## Seznam skladeb
V závorce je uveden počet hvězdiček dle CROSBOSP.
1. Prendila così 7:50 (2)
2. Donna selvaggia donna 4:39 (7)
3. Aver paura d'innamorarsi troppo 5:46 (3)
4. Perché no 5:43 (2)
5. Nessun dolore 6:07 (2)
6. Una donna per amico 5:22 (4)
7. Maledetto gatto 4:19 (3)
8. Al cinema 4:35 (5)

## Skupina
- Lucio Battisti – zpěv, klavír
- Gerry Conway – bicí, perkuse
- Pip Williams – kytara
- Frank Ricotti – varhany Hammond, klavír, perkuse, Fender Rhodes
- Paul Westwood – baskytara
- Graeme Taylor – klasická kytara
- Dave Olney – baskytara
- Laurence Juber – kytara
- Geoff Westley – klávesy, doprovodný zpěv, syntezátor, kontrabas, Fender Rhodes
- Derek Grossmith – alt saxofon
- Chris Neil, Frank Musker, Dominic Bugatti – doprovodné vokály